# WWE Roster
World Wrestling Entertainment, zkráceně jako WWE, je americká profesionální wrestlingová společnost, největší tohoto druhu. Zaměstnanci WWE, jsou zařazeni do tzv. Roster. Rostery se skládají z profesionálních wrestlerů, manažerů, komentátorů, ringových hlasatelů, reportérů, rozhodčích, trenérů, producentů, writerů a dalších různých pozic. 
Zaměstnanci z hlavního rosteru vystupují na RAW, SmackDown, Main Event (týdenní televizní pořady), pay-per-view a živých akcí. Zaměstnanci ve vývojovém středisku vystupují v NXT.
WWE se skládá z mužských umělců, "Superstars", a ženských umělkyň, "Womens". Výraz "Superstar" se někdy používá pro všechny umělce, bez ohledu na pohlaví.

## Hlavní roster (RAW, SmackDown)

Roman Reigns

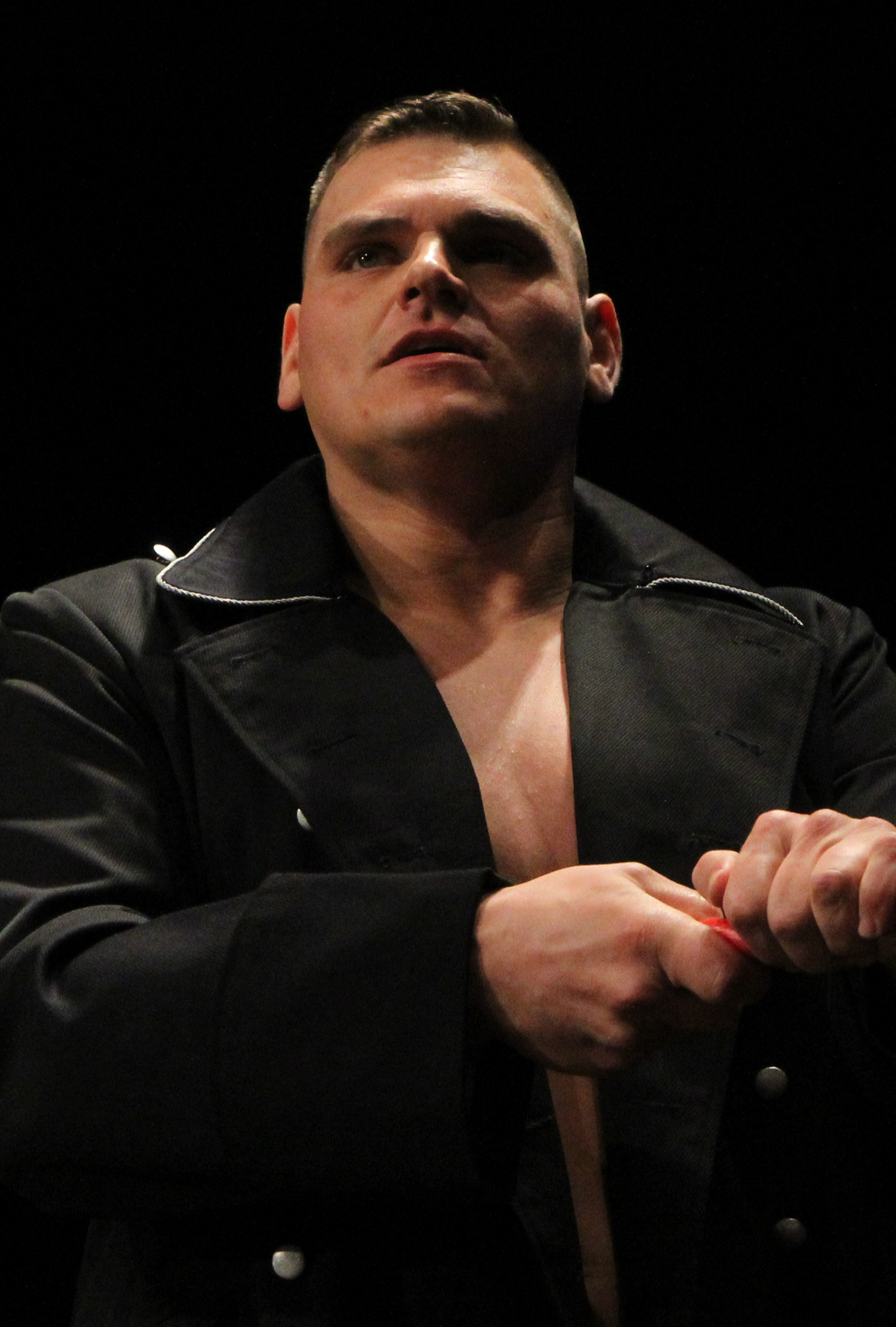
Gunther

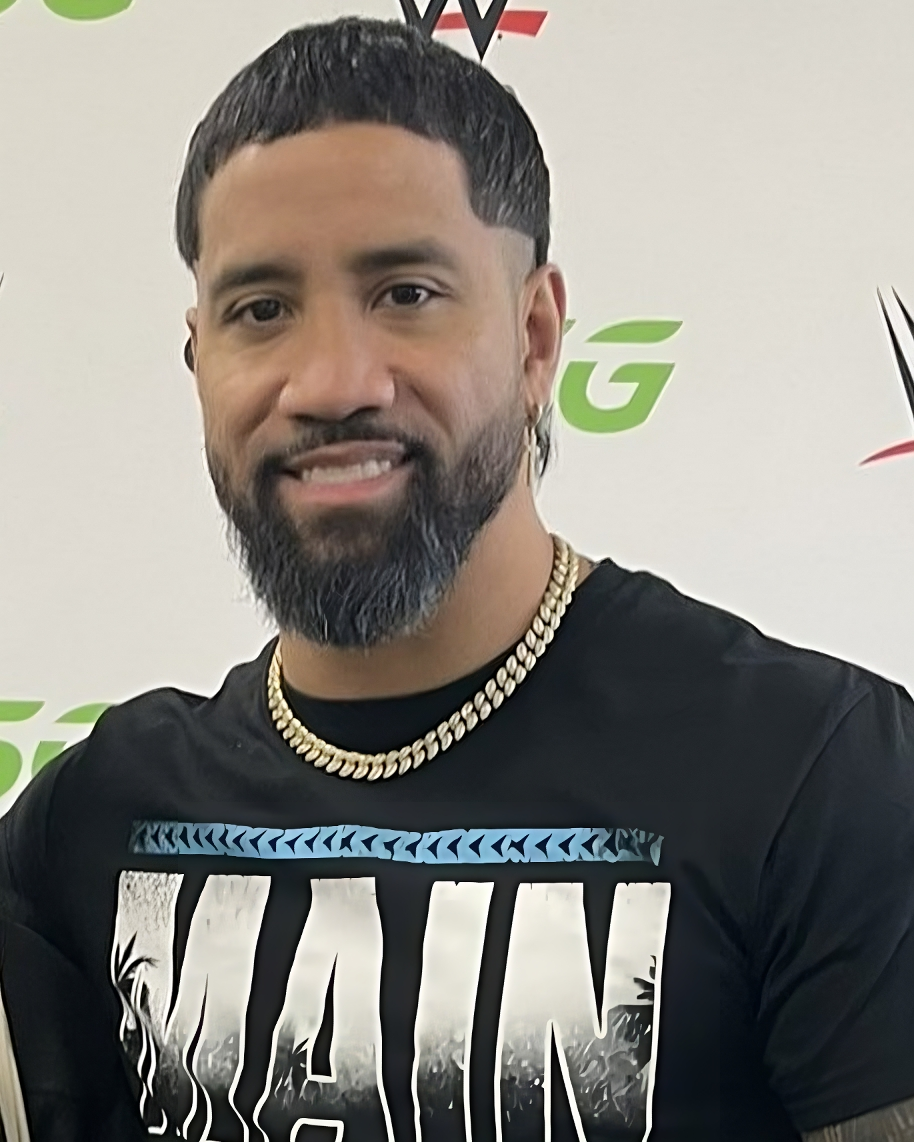
Jey Uso

### Muži

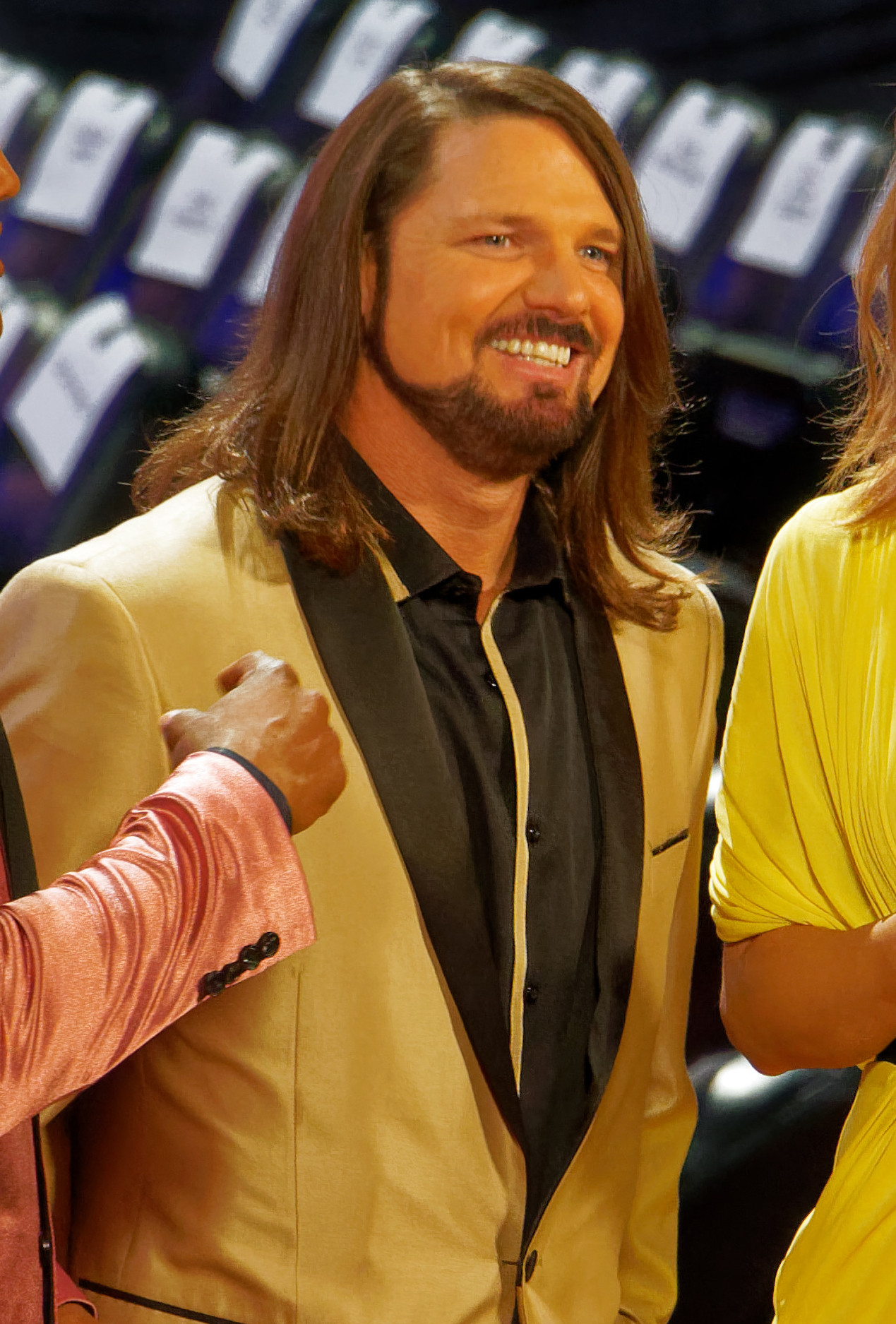
AJ Styles

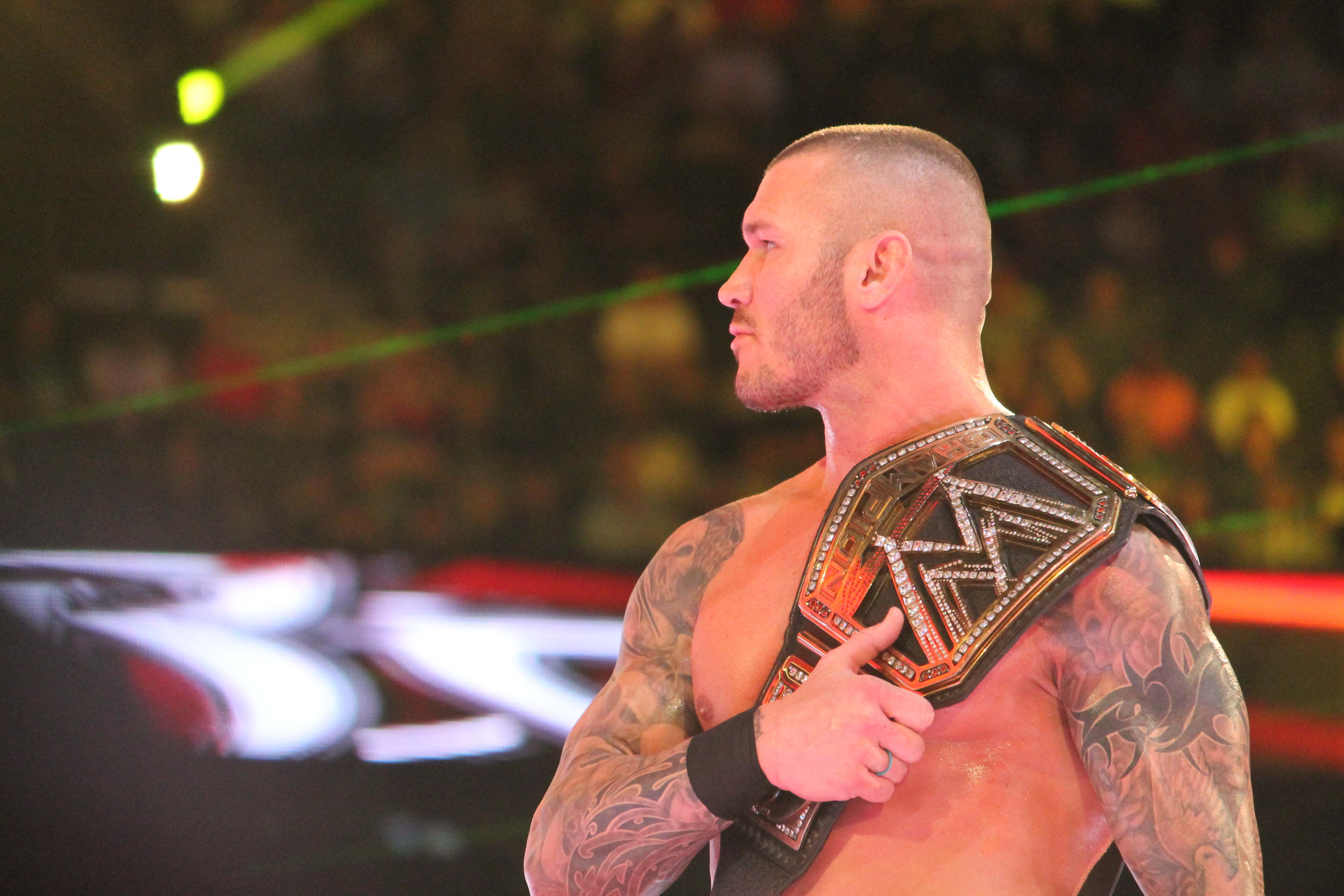
Randy Orton

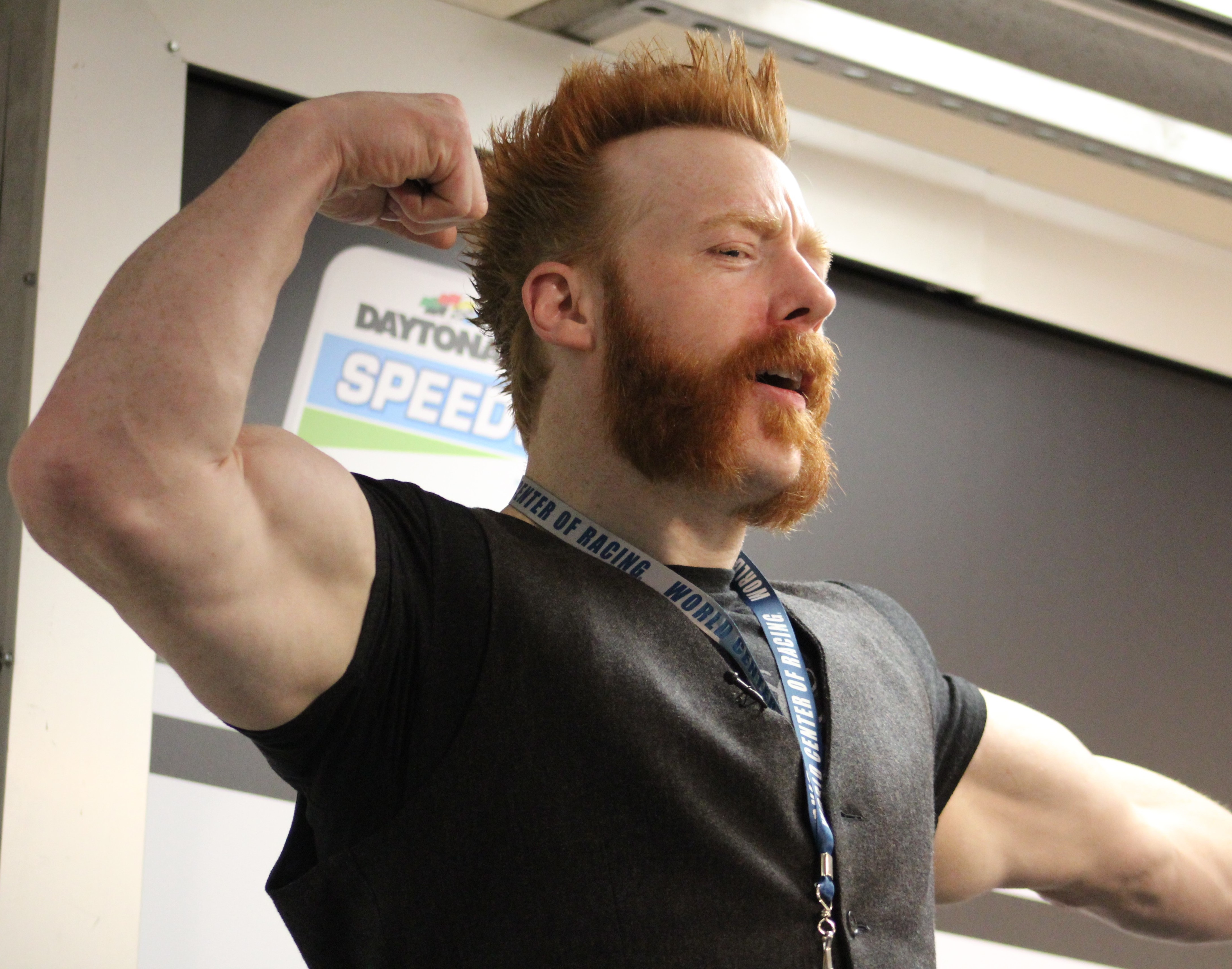
Sheamus

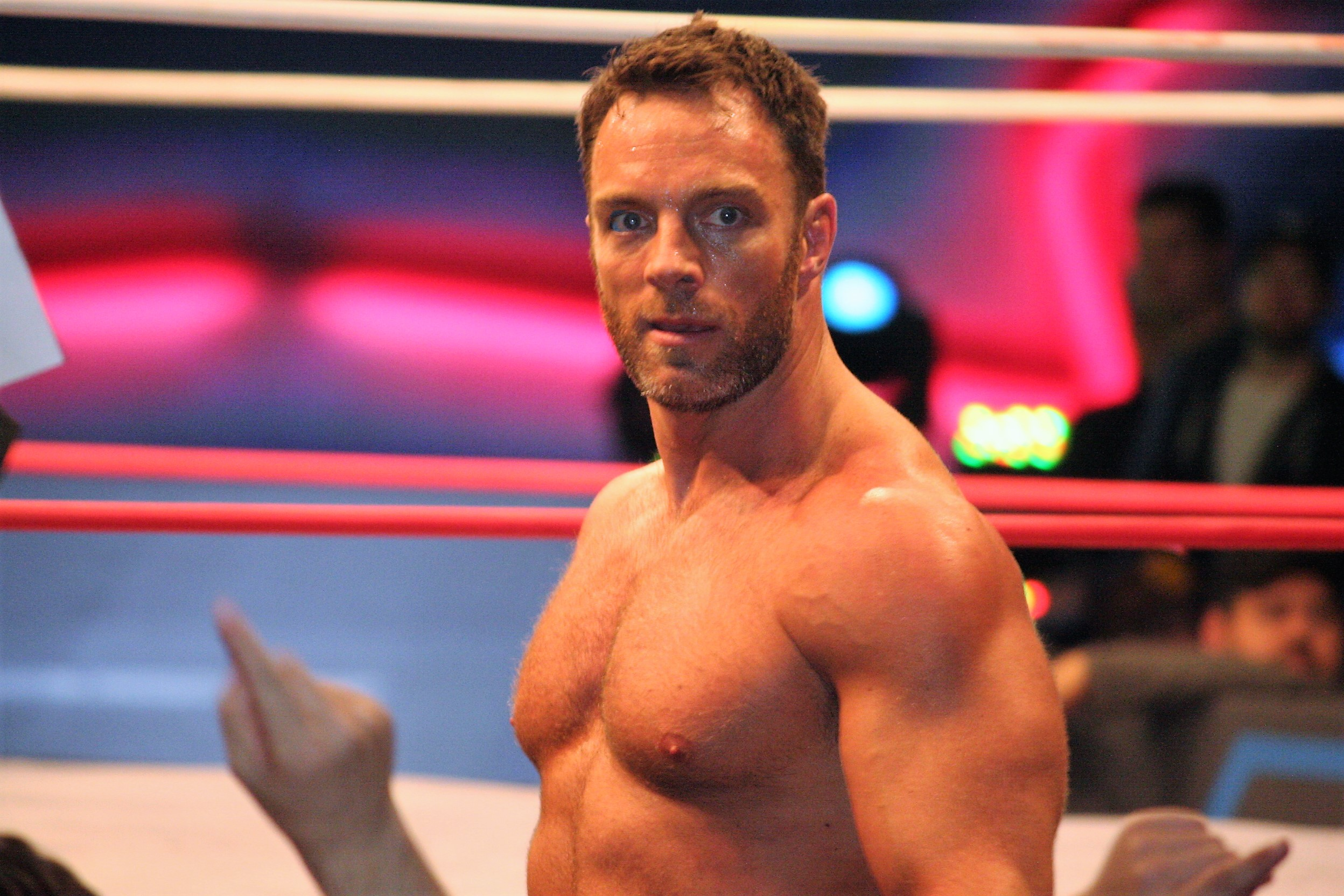
LA Knight

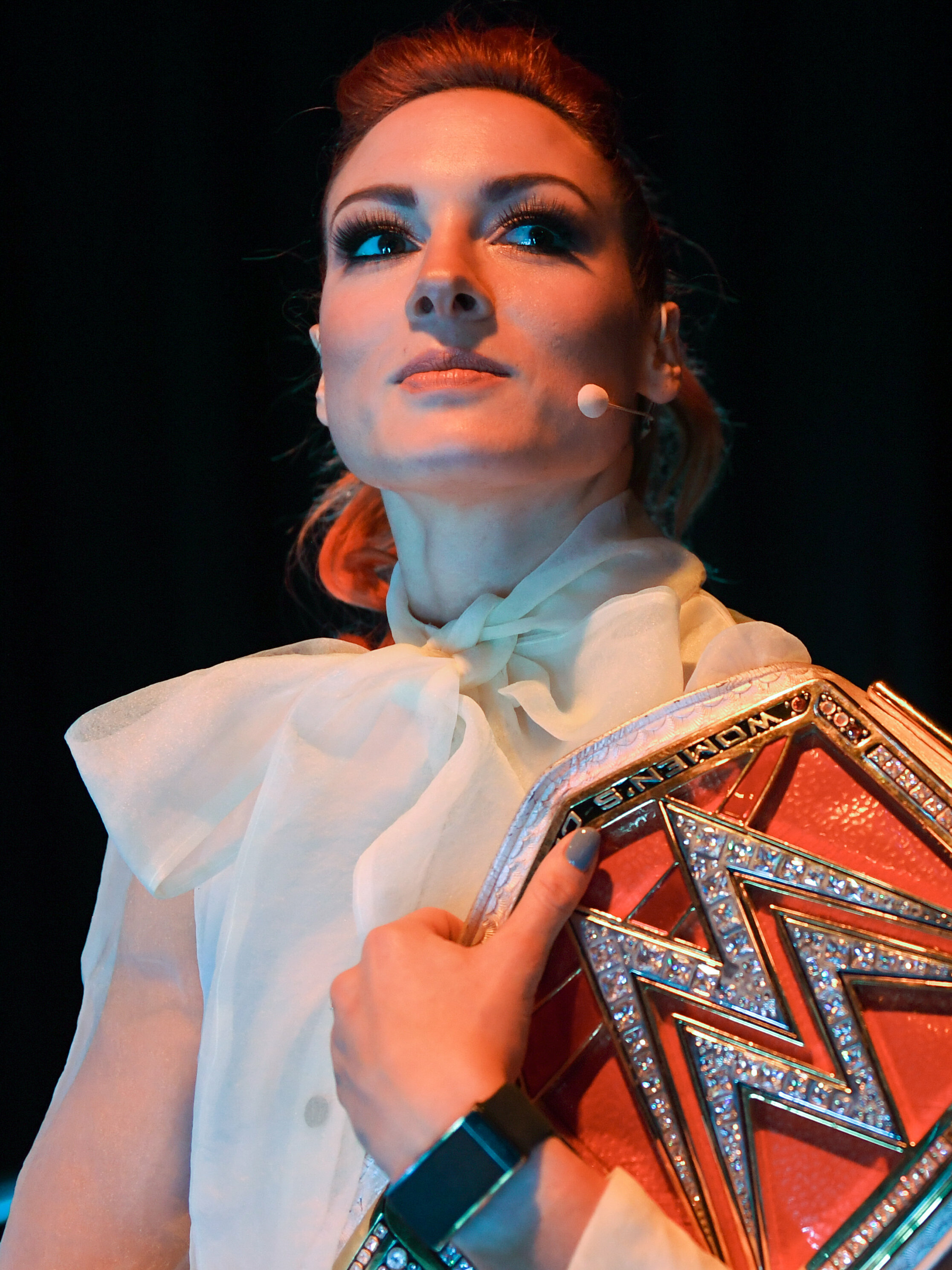
Becky Lynch

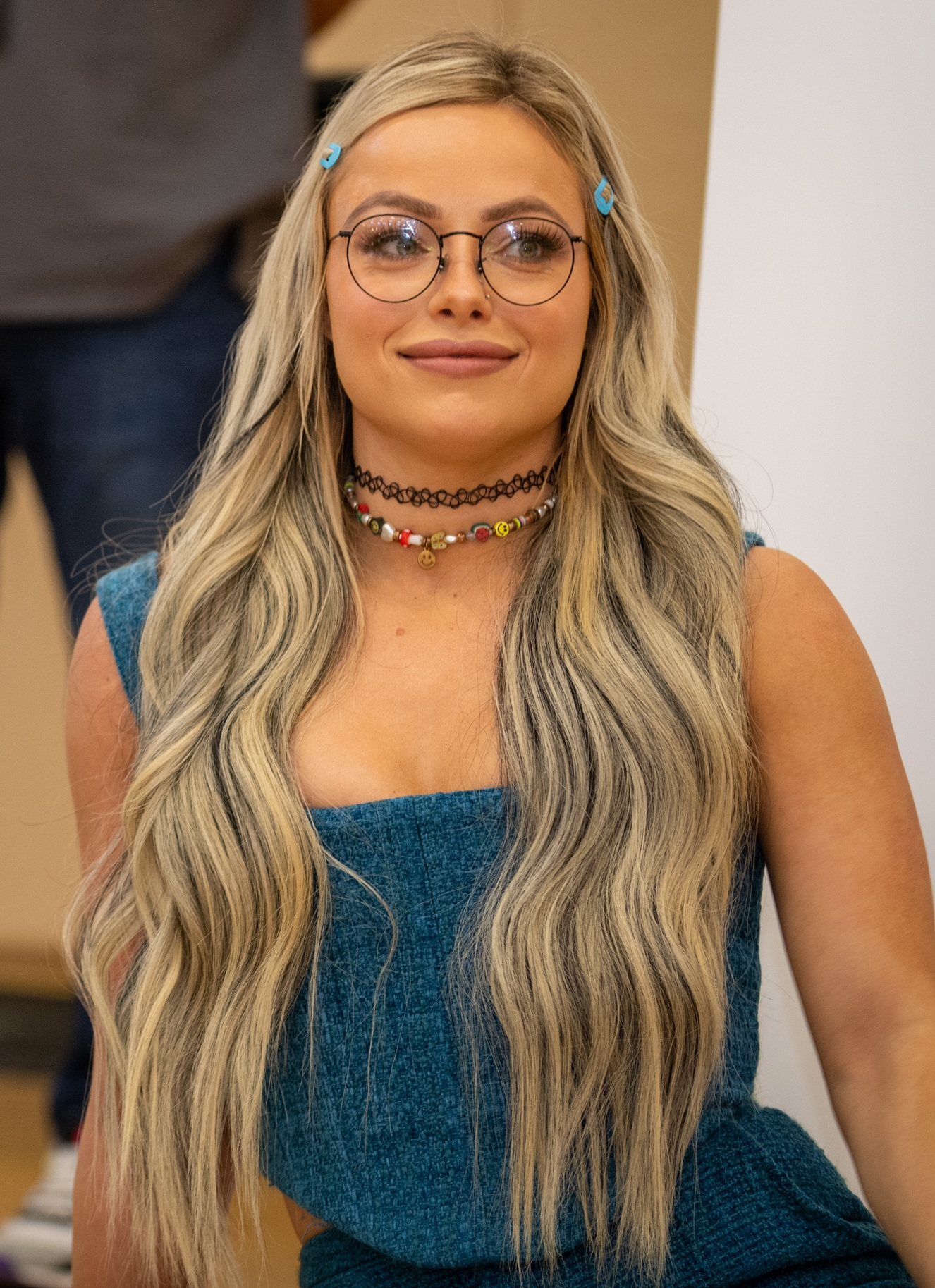
Liv Morgan

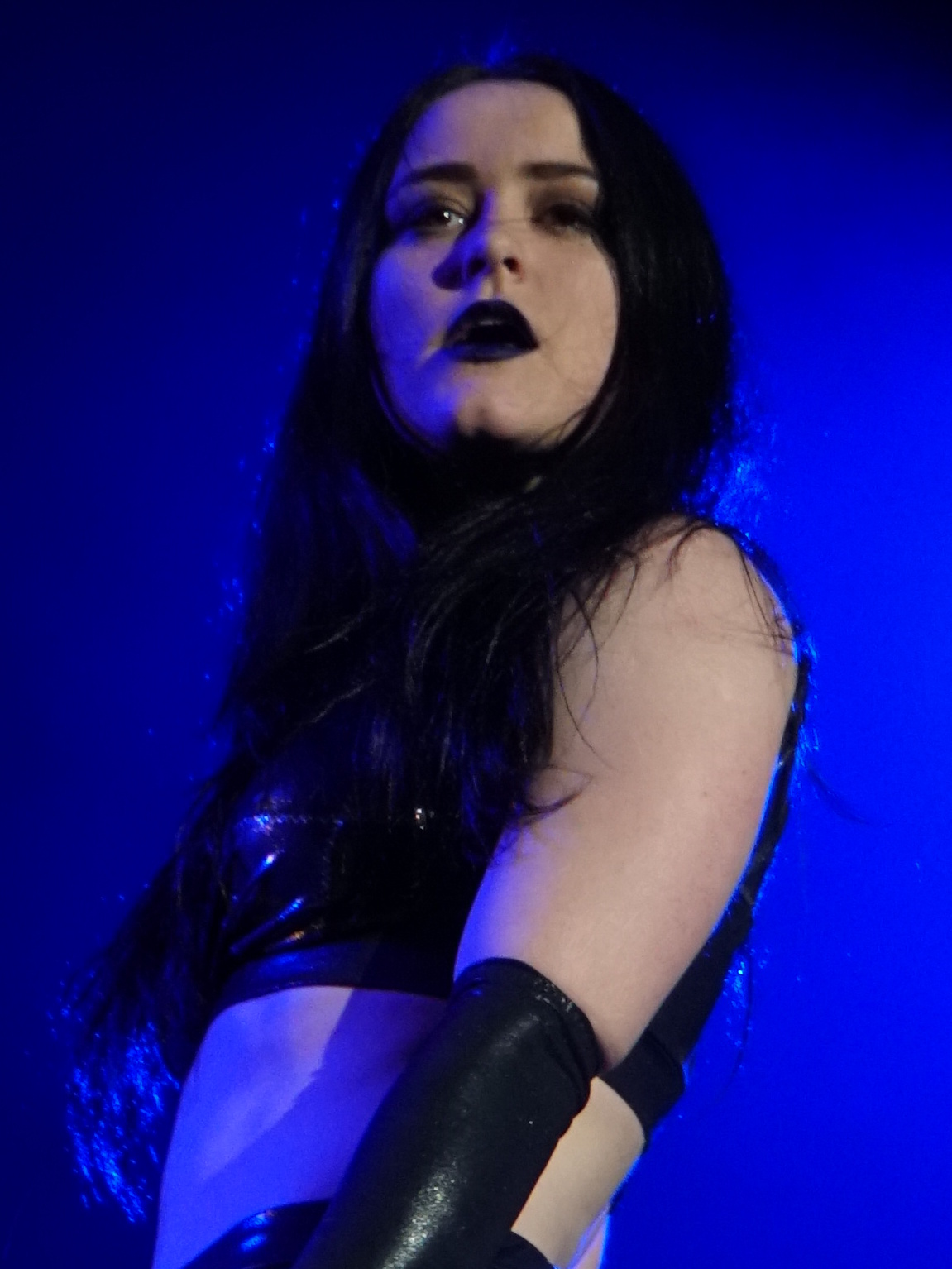
Lyra Valkyria

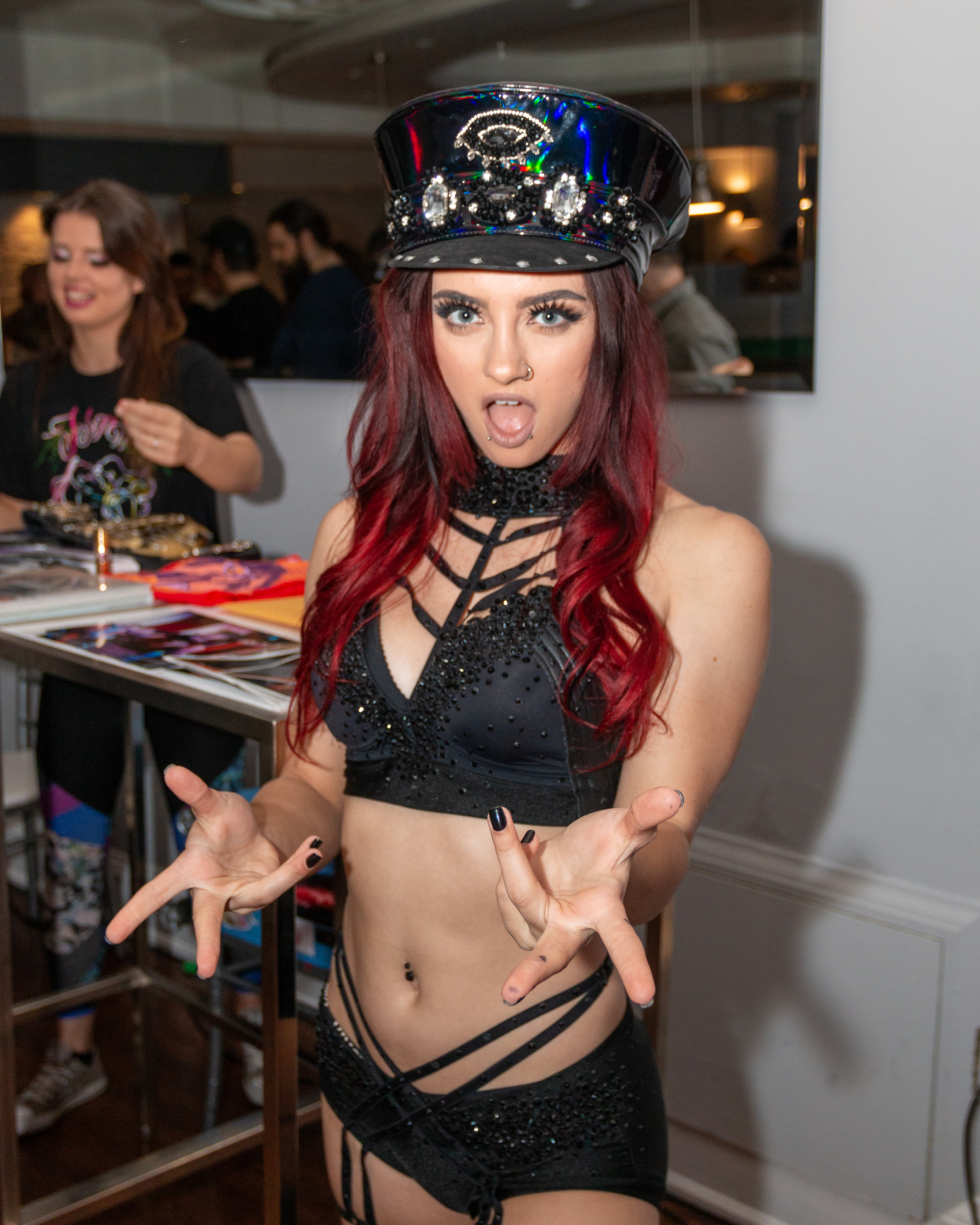
Gigi Dolin

| Ringové jméno            | Pravé jméno            | Poznámky |
| ------------------------ | ---------------------- | -------- |
| Akira Tozawa             | Akira Tozawa           |          |
| Andrade                  | Manuel Andrade Oropeza |          |
| Apollo Crews             | Sesugh Uhaa            |          |
| Braun Strowman           | Adam Scherr            |          |
| "Big" Bronson Reed       | Jermaine Haley         |          |
| Brutus Creed             | Drew Kasper            |          |
| Chad Gable               | Charles Betts          |          |
| CM Punk                  | Phillip Brooks         |          |
| Damian Priest            | Luis Martínez          |          |
| Dexter Lumis             | Samuel Shaw            |          |
| "Dirty" Dominik Mysterio | Dominik Gutiérrez      |          |
| Drew McIntyre            | Andrew Galloway IV     |          |
| Erik                     | Raymond Rowe           |          |
| Finn Bálor               | Fergal Devitt          |          |
| Giovanni Vinci           | Fabian Aichner         |          |
| Gunther                  | Walter Hahn            |          |
| Ivar                     | Todd Smith             |          |
| JD McDonagh              | Jordan Devlin          |          |
| Jey Uso                  | Joshua Fatu            |          |
| Jinder Mahal             | Yuvraj Dhesi           |          |
| Johny Gargano            | John Gargano           |          |
| Julius Creed             | Jacob Kasper           |          |
| Kofi Kingston            | Kofi Sarkodie-Mensah   |          |
| Ludwig Kaiser            | Marcel Barthel         |          |
| The Miz                  | Michael Mizanin        |          |
| Odyssey Jones            | Omari Palmer           |          |
| Otis                     | Nikola Bogojevic       |          |
| Ricochet                 | Trevor Mann            |          |
| R-Truth                  | Ronnie Killings        |          |
| Sami Zayn                | Rami Sebei             |          |
| Sanga                    | Saurav Gurjar          |          |
| Seth "Freakin" Rollins   | Colby Lopez            |          |
| Shinsuke Nakamura        | Shinsuke Nakamura      |          |
| Tommaso Ciampa           | Tommaso Whitney        |          |
| Veer                     | Rinku Rajput           |          |
| Xavier Woods             | Austin Watson          |          |

| Ringové jméno         | Pravé jméno             | Poznámky |
| --------------------- | ----------------------- | -------- |
| AJ Styles             | Allen Jones             |          |
| Akam                  | Sunny Dhinsa            |          |
| Angel                 | Humberto Garza Solano   |          |
| Angelo Dawkins        | Gary Gordon             |          |
| Ashante "Thee" Adonis | Tehuti Miles            |          |
| Austin Theory         | Austin White            |          |
| Berto                 | Humbero Garza Carrillo  |          |
| Bobby Lashley         | Franklin Lashley        |          |
| Bron Breakker         | Bronson Rechsteiner     |          |
| Cameron Grimes        | Trevor Caddell          |          |
| Carlito               | Carlos Colón Coates Jr. |          |
| Cedric Alexander      | Cedric Johnson          |          |
| Cruz Del Toro         | Raúl Mendoza            |          |
| Dragon Lee            |                         |          |
| Elton Prince          | Lewis Howley            |          |
| Grayson Waller        | Matthew Farrelly        |          |
| Jimmy Uso             | Jonathan Solofa Fatu    |          |
| Joaquin Wilde         | Michael Paris           |          |
| Karl Anderson         | Chad Allegra            |          |
| Karrion Kross         | Kevin Kesar             |          |
| Kevin Owens           | Kevin Steen             |          |
| Kit Wilson            | Sam Stoker              |          |
| LA Knight             | Shaun Ricker            |          |
| Logan Paul            | Logan Paul              |          |
| Luke Gallows          | Drew Hankinson          |          |
| Montez Ford           | Kenneth Crawford        |          |
| Pete Dunne            | Peter England           |          |
| Randy Orton           | Randy Orton             |          |
| Rey Mysterio          | Óscar Gutiérrez Rubio   |          |
| Rezar                 | Gzim Selmani            |          |
| The Rock              | Dwayne Johnson          |          |
| Roman Reigns          | Leati Joseph Anoa'i     |          |
| Santos Escobar        | Jorge Alcantar Bolly    |          |
| Sheamus               | Stephen Farrelly        |          |
| Solo Sikoa            | Joseph Fatu             |          |
| Tyler Bate            | Tyler Bate              |          |

### Ženy RAW

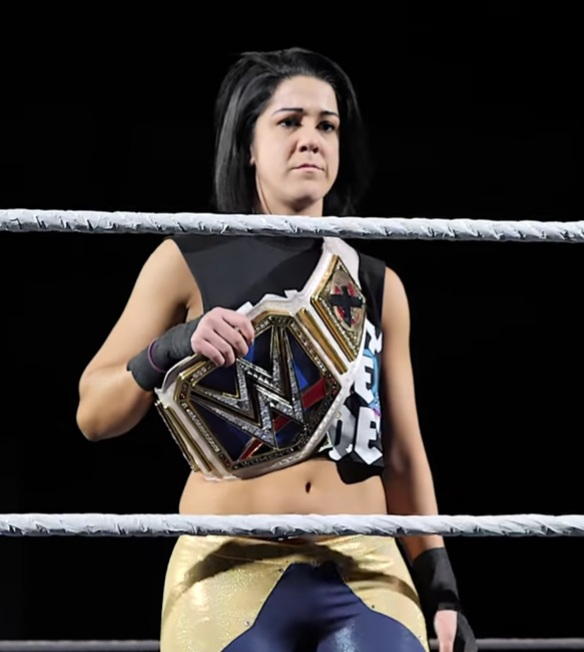
Bayley

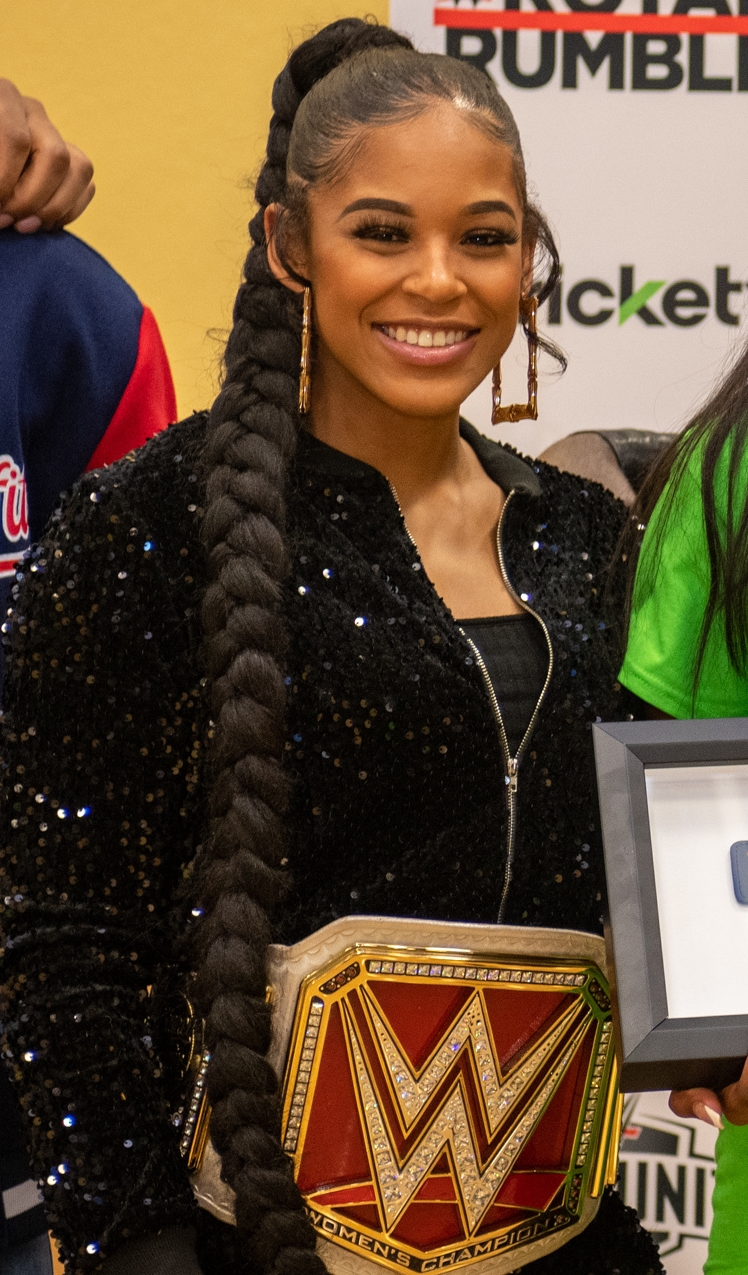
Bianca Belair

| Ringové jméno    | Pravé jméno             | Poznámky |
| ---------------- | ----------------------- | -------- |
| Becky Lynch      | Rebecca Quin            |          |
| Candice LeRae    | Candice Dawson          |          |
| Chelsea Green    | Chelsea Cardona         |          |
| Indi Hartwell    | Samantha De Martin      |          |
| Ivy Nile         | Emily Andzulis          |          |
| Katana Chance    | Kacy Catanzaro          |          |
| Kayden Carter    | Allyssa Lane            |          |
| Liv Morgan       | Gionna Daddio           |          |
| Maxxine Dupri    | Sydney Zmrzel           |          |
| Natalya          | Natalie Neidhart-Wilson |          |
| Nia Jax          | Savelina Fanene         |          |
| Nikky Cross      | Nicola Glencross        |          |
| Piper Niven      | Kimberly Benson         |          |
| Raquel Rodriguez | Victoria González       |          |
| Rhea Ripley      | Demi Bennett            |          |
| Shayna Baszler   | Shayna Baszler          |          |
| Sonya Deville    | Daria Berenato          |          |
| Tegan Nox        | Steffanie Newell        |          |
| Trish Stratus    | Patricia Stratigeas     |          |
| Valhalla         | Sarah Rowe              |          |
| Xia Li           | Zhao Xia                |          |
| Zoey Stark       | Theresa Serrano         |          |

### Ženy SmackDown
| Ringové jméno    | Pravé jméno             | Poznámky |
| ---------------- | ----------------------- | -------- |
| Alba Fyre        | Kayleigh Rae            |          |
| Asuka            | Kanako Urai             |          |
| B-Fab            | Briana Brandy           |          |
| Bayley           | Pamela Martinez         |          |
| Bianca Belair    | Bianca Crawford         |          |
| Charlotte Flair  | Ashley Fliehr           |          |
| Dakota Kai       | Cheree Crowley          |          |
| Elektra Lopez    | Karissa Rivera          |          |
| Isla Dawn        | Courtney Stewart        |          |
| Iyo Sky          | Masami Odate            |          |
| Jade Cargill     | Jade Cargill            |          |
| Kairi Sane       | Kaori Housako           |          |
| Michin           | Stephanie Lee           |          |
| Naomi            | Trinity Fatu            |          |
| Scarlett         | Elizabeth Chihaia Kesar |          |
| Shotzi           | Ashley Urbanski         |          |
| Tamina           | Sarona Snuka-Polamalu   |          |
| Tiffany Stratton | Jessica Woynilko        |          |
| Zelina Vega      | Thea Trinidad Büdgen    |          |

### Ostatní charaktery
| Ringové jméno | Pravé jméno           | Role                        |
| ------------- | --------------------- | --------------------------- |
| Nick Aldis    | Nicholas Aldis        | Generální manažer SmackDown |
| Adam Pearce   | Adam Pearce           | Generální manažer show RAW  |
| Paul Heyman   | Paul Heyman, ml.      | Manažer The Bloodline       |
| Ava           | Simone Garcia Johnson | Generální manažer NXT       |
| MVP           | Hassan Assad          | Manažer Omose               |
| Paul Ellering | Paul Ellering         | Manažer The Final Testament |

### Komentátoři a ringoví hlasatelé
| Ringové jméno  | Pravé jméno              | Detaily                                          |
| -------------- | ------------------------ | ------------------------------------------------ |
| Booker T       | Booker Huffman, ml.      | PPV Pre-show, komentátor NXT                     |
| Byron Saxton   | Bryan Kelly              | Komentátor NXT: Level Up a Main Event, rozhovory |
| Corey Graves   | Matthew Polinsky         | Komentátor PPV                                   |
| Mike Rome      | Austin Romero            | Ringový hlasatel pro SmackDown                   |
| Jerry Lawler   | Jerry Lawler             | Pre-Shows                                        |
| JBL            | John Layfield            | Příležitostný komentátor                         |
| Jim Ross       | James William Ross       | Příležitostný komentátor.                        |
| Samantha Irvin | Samantha Johnson         | Ringová hlasatelka pro RAW                       |
| Michael Cole   | Michael Coulthard        | Komentátor Raw, a PPV shows                      |
| Pat McAfee     | Patrick McAfee           | Komentátor Raw                                   |
| Wade Barrett   | Stuart Alexander Bennett | Komentátor SmackDownu                            |
| Alicia Taylor  | Alicia Warrington        | Ringový hlasatel pro NXT                         |
| Blake Howard   | Blake Chadwick           | Komentátor NXT: Level Up a Main Event            |

## NXT Roster

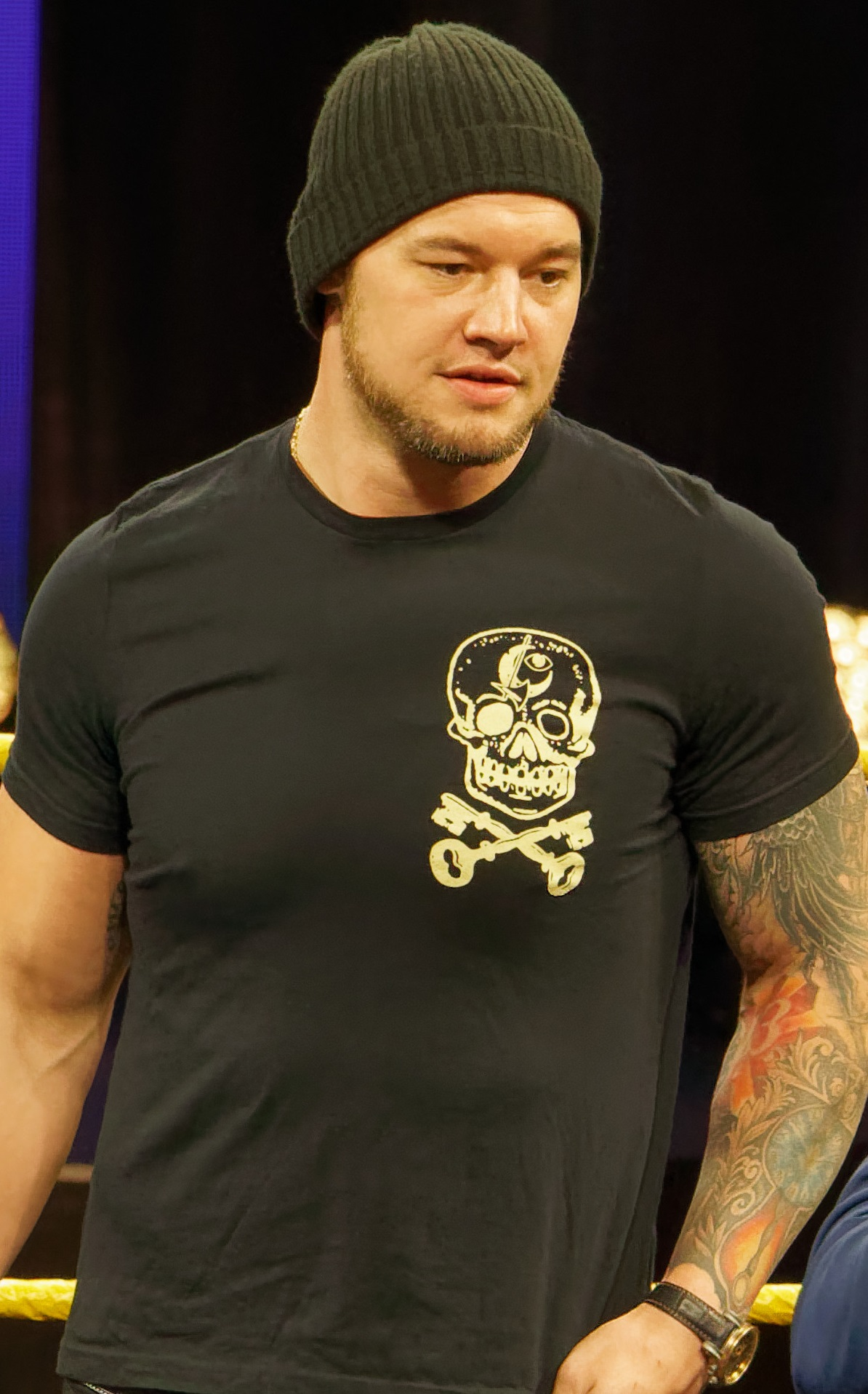
Baron Corbin

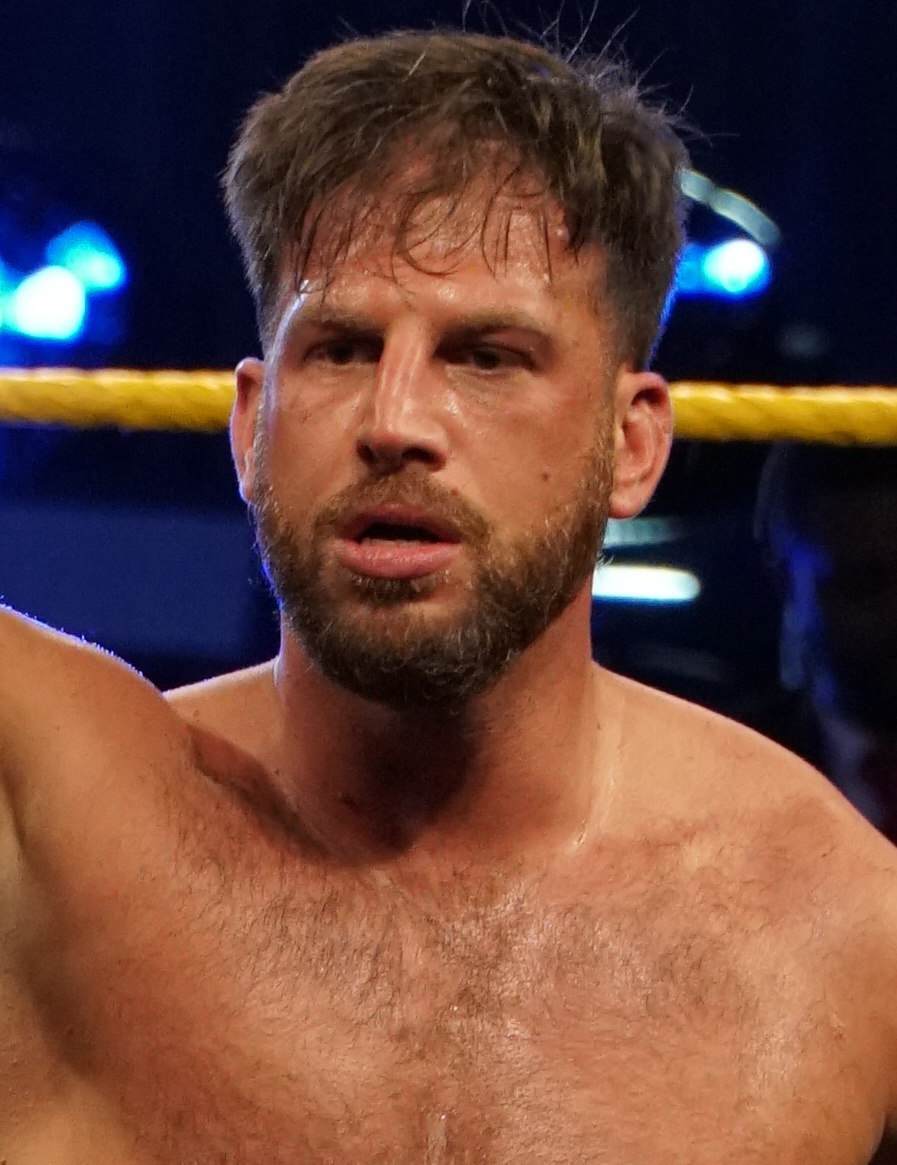
Drew Gulak

### Muži
| Ringové jméno             | Pravé jméno           | Poznámky |
| ------------------------- | --------------------- | -------- |
| Andre Chase               | Chance Barrow         |          |
| Axiom                     | Carlos Ruiz           |          |
| Baron Corbin              | Thomas Pestock        |          |
| Boa                       | Yanbo Wang            |          |
| Bronco Nima               | Edwin Grande          |          |
| Brooks Jensen             | Benjamin Buchanan     |          |
| Carmelo Hayes             | Christian Brigham     |          |
| Channing "Stacks" Lorenzo | Mitchell Lavalley     |          |
| Charlie Dempsey           | Bailey Matthews       |          |
| Damon Kemp                | Robert Steveson       |          |
| Dante Chen                | Sean Hao              |          |
| Dijak                     | Christopher Dijak     |          |
| Drew Gulak                | Drew Gulak            |          |
| Duke Hudson               | Brendan Vink          |          |
| Eddy Thorpe               | Karl Fredericks       |          |
| Edris Enofé               | Inyene Umoh           |          |
| Gable Steveson            | Gable Steveson        |          |
| Guru Raaj                 | Laxmi Rajpoot         |          |
| Hank Walker               | Joseph Sculthorpe     |          |
| Ilja Dragunov             | Ilya Rukober          |          |
| Javier Bernal             | Randall Beidelschies  |          |
| Joe Coffey                | Joseph Coffey         |          |
| Joe Gacy                  | Joseph Ruby           |          |
| Josh Briggs               | Joshua Bruns          |          |
| Lexis King                | Brian Zachary Pillman |          |
| Luca Crusifino            | Roman Macek           |          |
| Lucien Price              | Nnamdi Oguayo         |          |
| Malik Blade               | Joshua Dawkins        |          |
| Mark Coffey               | Mark Coffey           |          |
| Myles Borne               | David Bostian         |          |
| Nathan Frazer             | Benjamin Timms        |          |
| Noam Dar                  | Noam Dar              |          |
| Oba Femi                  | Isaac Odugbesan       |          |
| Oro Mensah                | Oliver Sauter         |          |
| Riley Osborne             | Josh Terry            |          |
| Scrypts                   | Sidney Bateman        |          |
| Shawn Spears              | Ronie Arneill         |          |
| Tank Ledger               | Joe Spivak            |          |
| Tony D'Angelo             | Joseph Ariola         |          |
| Trey Bearhill             | Tiller Bucktrot       |          |
| Trick Williams            | Matrick Belton        |          |
| Von Wagner                | Calvin Bloom          |          |
| Wes Lee                   | Deveon Aikens         |          |
| Wolfgang                  | Barry Young           |          |

### Ženy
| Ringové jméno   | Pravé jméno        | Poznámky |
| --------------- | ------------------ | -------- |
| Adriana Rizzo   | Anna Keefer        |          |
| Arianna Grace   | Bianca Carelli     |          |
| Ava             | Simone Johnson     |          |
| Blair Davenport | Beatrice Priestly  |          |
| Brinley Reece   | Breanna Ruggiero   |          |
| Cora Jade       | Brianna Coda       |          |
| Dani Palmer     | Alexis Amrhein     |          |
| Fallon Henley   | Theresa Schuessler |          |
| Gigi Dolin      | Priscilla Kelly    |          |
| Izzi Dame       | Franki Strefling   |          |
| Jacy Jayne      | Taylor Grado       |          |
| Jaida Parker    | Tiana Caffey       |          |
| Jakara Jackson  | Jamara Garrett     |          |
| Jazmyn Nyx      | Jade Gentile       |          |
| Karmen Petrovic | Monika Klisara     |          |
| Kelani Jordan   | Lea Mitchell       |          |
| Kiana James     | Kayla Klingensmith |          |
| Lash Legend     | Anriel Howard      |          |
| Lola Vice       | Valerie Loureda    |          |
| Lyra Valkyria   | Aoife Cusack       |          |
| Meiko Satomura  | Meiko Satomura     |          |
| Nikkita Lyons   | Faith Jefferies    |          |
| Roxanne Perez   | Carla Gonzalez     |          |
| Sol Ruca        | Calyx Hampton      |          |
| Stevie Turner   | Lucy Bridge        |          |
| Tatum Paxley    | Natalie Holland    |          |
| Thea Hail       | Madison Knisley    |          |
| Valentina Feroz | Rita Reis          |          |
| Wendy Choo      | Karen Yu           |          |
| Wren Sinclair   | Madison Dombkowski |          |